# Coeloglossum
Coeloglossum Hartm. 1820 es un género con unas cuatro especies de orquídeas de hábito terrestre, estrechamente relacionadas con el género Dactylorhiza en el que estaban incluidas anteriormente.  Se distribuyen por todo el hemisferio Norte templado, llegando hasta Islandia y Groenlandia. Son de hábitos terrestres y tienen tubérculos.

## Etimología
Las orquídeas obtienen su nombre del griego "orchis", que significa testículo, por la apariencia de los tubérculos subterráneos en algunas especies terrestres. La palabra 'orchis' la usó por primera vez  Teofrasto (371/372 - 287/286 a. C.), en su libro  "De historia plantarum" (La historia natural de las plantas ). Fue discípulo de Aristóteles y está considerado como el padre de la botánica y de la ecología.
El nombre Coeloglossum procede de las palabras griegas "coelo" (hueco, hoyo) y "glossum" (lengua). Esto es por la forma del labelo que tiene un hoyo en su base.  Coeloglossum estuvo anteriormente clasificada dentro del género Dactylorhiza.
Nombre común:
- Español: orquídea rana

## Distribución y hábitat
Estas orquídeas se encuentran distribuidas a lo largo de la zona subartica y la parte templada del hemisferio Norte: en Europa, desde Escandinavia al norte de África; incluso en Madeira, Islandia, oeste de Asia, norte de Asia, los Himalayas, Norteamérica y también en Alaska.

## Descripción

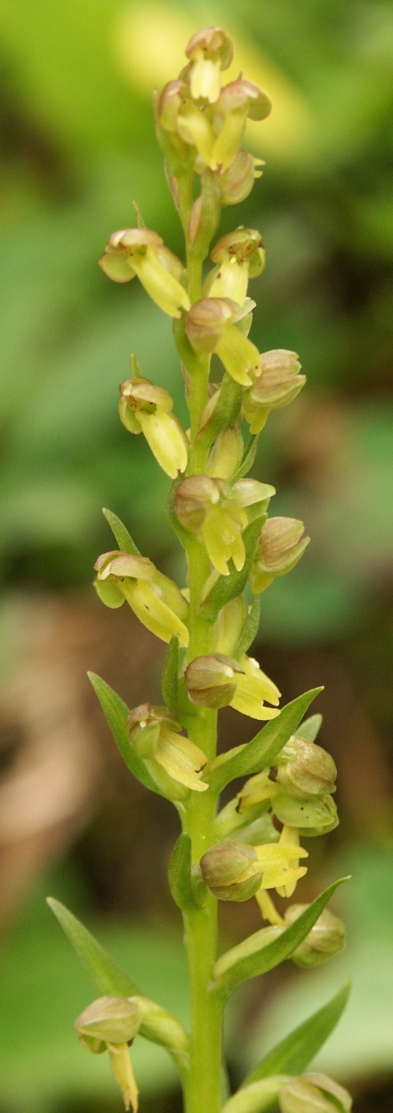
Orquídea rana
(Coeloglossum viride).

Estas orquídeas terrestres se desarrollan en suelos básicos y prados húmedos, linderos de bosques y en áreas donde la arboleda está clareando. Tienen tubérculos geófitos. En estos gruesos tallos subterráneos pueden almacenar gran cantidad de agua, que les permitan sobrevivir en condiciones de sequía.  
Poseen grandes hojas ovoides ú oblongas que cambian a lanceoladas en la parte superior cerca del ápice. Desarrollan un tallo corto que alcanza una altura de 3-4 dm; las hojas de la parte superior son más pequeñas que las hojas más bajas del tallo.     
La inflorescencia, es una espiga cilíndrica, con unas 5-25 flores pequeñas con fragancia. Estas se desarrollan a partir de unos capullos axilares. Los colores predominantes son gradaciones del verde. Florecen a finales de Primavera o en Verano.                                                       
Su sistema de polinización normalmente entomógamo, pero al estar desprovistas de néctar tienen que recurrir al mismo mecanismo de atracción que presentan otras orquídeas, como es el caso del género Orchis,  que para atraer a los polinizadores las flores tienen que adquirir la apariencia de flores nectaríferas.

## Especies deCoeloglossum
Hay muchas especies que se fertilizan de forma cruzada, dando lugar a una enorme cantidad de variaciones que complican su clasificación.
Especie tipo: Coeloglossum viride (L.) Hartm. 1820 (sinónimo: Dactylorhyza viridis (L.) R.M.Bateman, Pridgeon & M.W.Chase 1997 
- Coeloglossum viride orquídea rana
  - Coeloglossum viride var. islandiacum (Lindl.) Schulze
  - Coeloglossum viride var. virescens (Mühl. ex Willd.) Luer 1975
  - Coeloglossum viride var. viride
    - Coeloglossum viride ssp. bracteatum (Willd.) Richter 1890 orquídea sátiro
    - Coeloglossum viride ssp. coreanum (Nakai) Samtoi 1969

| - Coeloglossum albidum - Coeloglossum alpinu - Coeloglossum bracteatum - Coeloglossum × conigerum - Coeloglossum cordatum - Coeloglossum coreanum - Coeloglossum densiflorum - Coeloglossum diphyllum - Coeloglossum × erdingeri | - Coeloglossum islandicum - Coeloglossum kaschmirianum - Coeloglossum luteum - Coeloglossum nankotaizanense - Coeloglossum purpureum - Coeloglossum satyrioides - Coeloglossum taiwanianum - Coeloglossum vaillantii - Coeloglossum viride |

## Híbridos
También se pueden hibridar con especies de otros géneros dando lugar a nuevas especies híbridas:
- × Dactyloglossum P.F.Hunt & Summerh. 1965 (Coeloglossum × Dactylorhiza) 
  - x Dactyloglossum conigerum (Norman) Rauschert 1973 (Coeloglossum viride × Dactylorhiza maculata)
  - × Dactyloglossum dominianum (E.G. Camus, Bergon & A. Camus) Soó 1966 (Coeloglossum viride × Dactylorhiza maculata)
  - × Dactyloglossum drucei (Camus) Soó 1966 (Coeloglossum viride × Dactylorhiza maculata)
  - × Dactyloglossum erdingeri (Kerner) Janchen 1966  (Coeloglossum viride × Dactylorhiza sambucina)
  - × Dactyloglossum guilhotii (E.G. Camus, Bergon & A. Camus) Soó in Soó & Borsos 1966 (Coeloglossum viride × Dactylorhiza incarnata)
  - × Dactyloglossum mixtum (Ascherson & Graebner) Rauschert 1969 (Coeloglossum viride × Dactylorhiza fuchsii)

- × Gymnaglossum Rolfe 1919 (Coeloglossum × Gymnadenia)
  - × Gymnaglossum jacksonii (Quirk) Rolfe 1919 (Coeloglossum viride × Gymnadenia conopsea)
  - × Gymnaglossum quirkii Camus 1928 (Coeloglossum viride × Gymnadenia conopsea)

- × Coeloplatanthera Ciferri & Giacomini 1950 (Coeloglossum × Platanthera) 
  - × Coeloplatanthera brueggeri Ciferri & Giacomini 1950  (Coeloglossum viride × Platanthera chlorantha)
- Coeloglossum viride × Dactylorhiza maculana × Dactyloglossum drucei (Camus) Soó